# FahrenHYPE 9/11
 (mars 2025).
 (mars 2025).
Motif : Notabilité non établie en l'absence de sources secondaires pour ce DVD.
- Archive Wikiwix
- Bing
- Cairn
- DuckDuckGo
- E. Universalis
- Gallica
- Google
- G. Books
- G. News
- G. Scholar
- Persée
- Qwant
- (zh) Baidu
- (ru) Yandex
- (wd) trouver des œuvres sur Wikidata

| 1. | Préciser le motif de la pose du bandeau. | Précisez le motif de la pose du bandeau en utilisant la syntaxe suivante : {{admissibilité à vérifier\|date=mars 2025\|motif=remplacez ce texte par le motif}}                       |
| 2. | Informer les utilisateurs concernés.     | Pensez à avertir le créateur de l'article, par exemple, en insérant le code ci-dessous sur sa page de discussion : {{subst:avertissement admissibilité à vérifier\|FahrenHYPE 9/11}} |

Pour plus de détails, voir Fiche technique et Distribution.
FahrenHYPE 9/11 est un film documentaire américain, sorti directement en DVD. 

## Synopsis
Ce documentaire examine et critique Fahrenheit 9/11, le documentaire de Michael Moore. Il est narré par Ron Silver.

## Fiche technique
- Titre : FahrenHYPE 9/11
- Réalisation : Alan Peterson
- Scénario : Eileen McGann, Dick Morris et Lee Troxler
- Photographie : Dave Sapp
- Montage : Michael R. Fox et Steve Haugen
- Production : Michael R. Fox, Steve Haugen, Jeff Hays et Dave Sapp
- Société de production : Savage Pictures
- Pays de production :  États-Unis
- Genre : Documentaire
- Durée : 80 minutes
- Date de sortie : 
  -  États-Unis : 5 octobre 2004 (DVD)

## Sortie
Aux États-Unis, le film est sorti le 5 octobre 2004, soit le jour de la sortie de Fahrenheit 9/11 en DVD.